# Rothschildia jorulla
Rothschildia jorulla är en fjärilsart som beskrevs av John Obadiah Westwood 1853. Rothschildia jorulla ingår i släktet Rothschildia och familjen påfågelsspinnare. Inga underarter finns listade.

## Bildgalleri

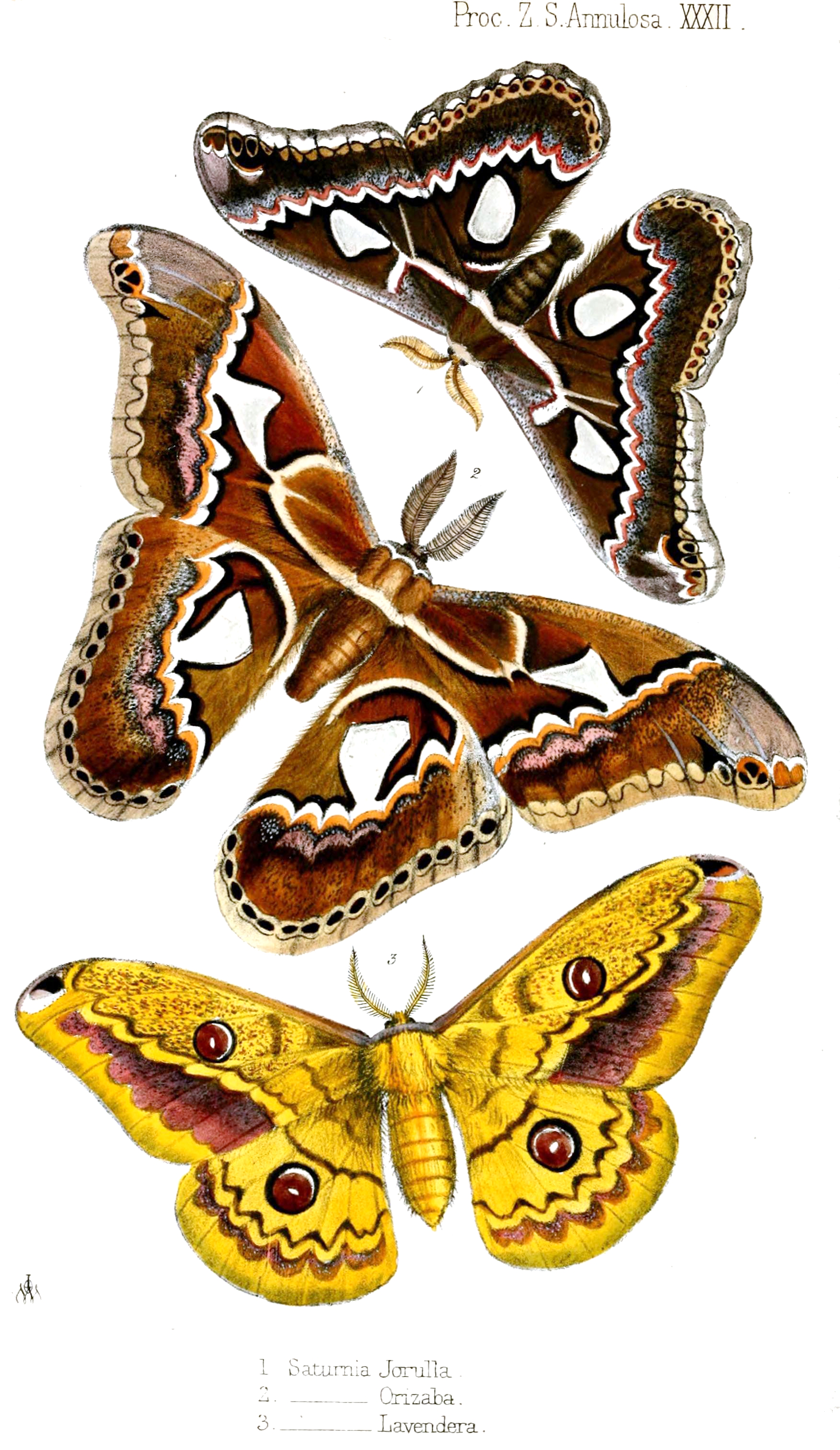